# Los Cañones
Los Cañones, barrio, parque, mirador y lugar singular de la ciudad de San Roque (Cádiz), España.

## Historia

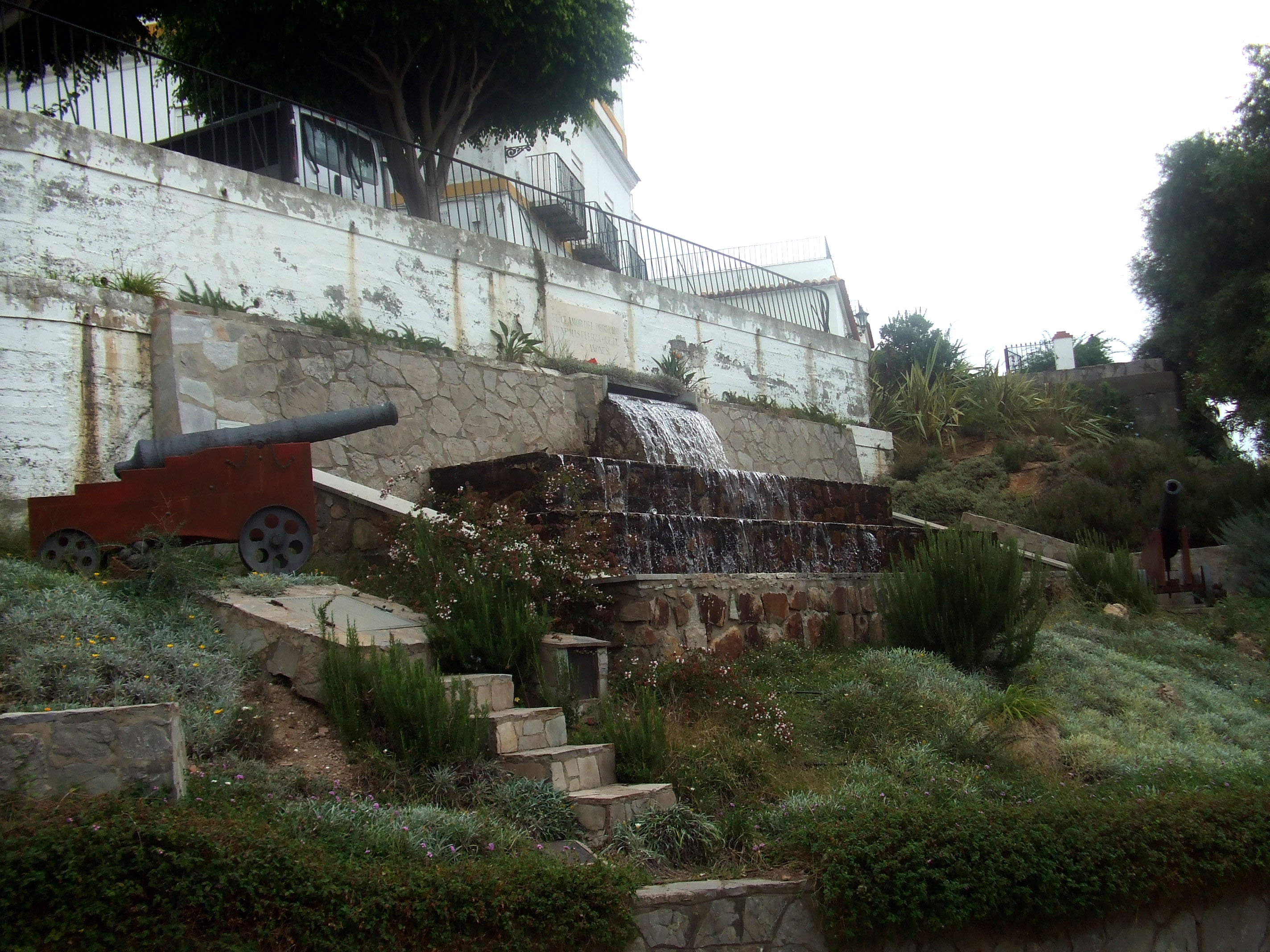
"El clamor del Derecho tiene más fuerza que el de los cañones." Artillería del Ejército español utilizada en el Gran Asedio a Gibraltar.

Durante el Gran Asedio a Gibraltar, en 1779, el Ejército español situó una batería de artillería al sur del casco antiguo de la ciudad y en la máxima altitud del cerro de San Roque, apuntando a Gibraltar. Desde este punto, las fuerzas españolas podían vigilar las maniobras militares del Ejército británico en la Roca, y disparar los cañones para confirmar a la infantería, concentrada en Campamento, el momento para atacar.
El nombre de "Los Cañones" persiste hasta nuestros días para nombrar a esta zona y al barrio surgido al sur del casco urbano, entre el Mirador y El Toril. Dos de los cañones empleados en la batalla permanecen expuestos en el camino de subida al Mirador. En torno a esta misma carretera, tres zonas verdes, cada una con una fuente, conforman el Parque de Los Cañones.

## Mirador Poeta Domingo de Mena
En Los Cañones se encuentra el Mirador Poeta Domingo de Mena. Lleva el nombre del periodista y cronista de San Roque, José Domingo de Mena (1889-1975). Cercano a la Iglesia de Santa María la Coronada y a la Plaza de Armas, ofrece vistas sin igual de la bahía de Algeciras, y la posibilidad de avistar el norte de África.

## Fiestas
Los Cañones es escenario de la procesión del Viacrucis de San Roque.